# Fűaknázó molyfélék

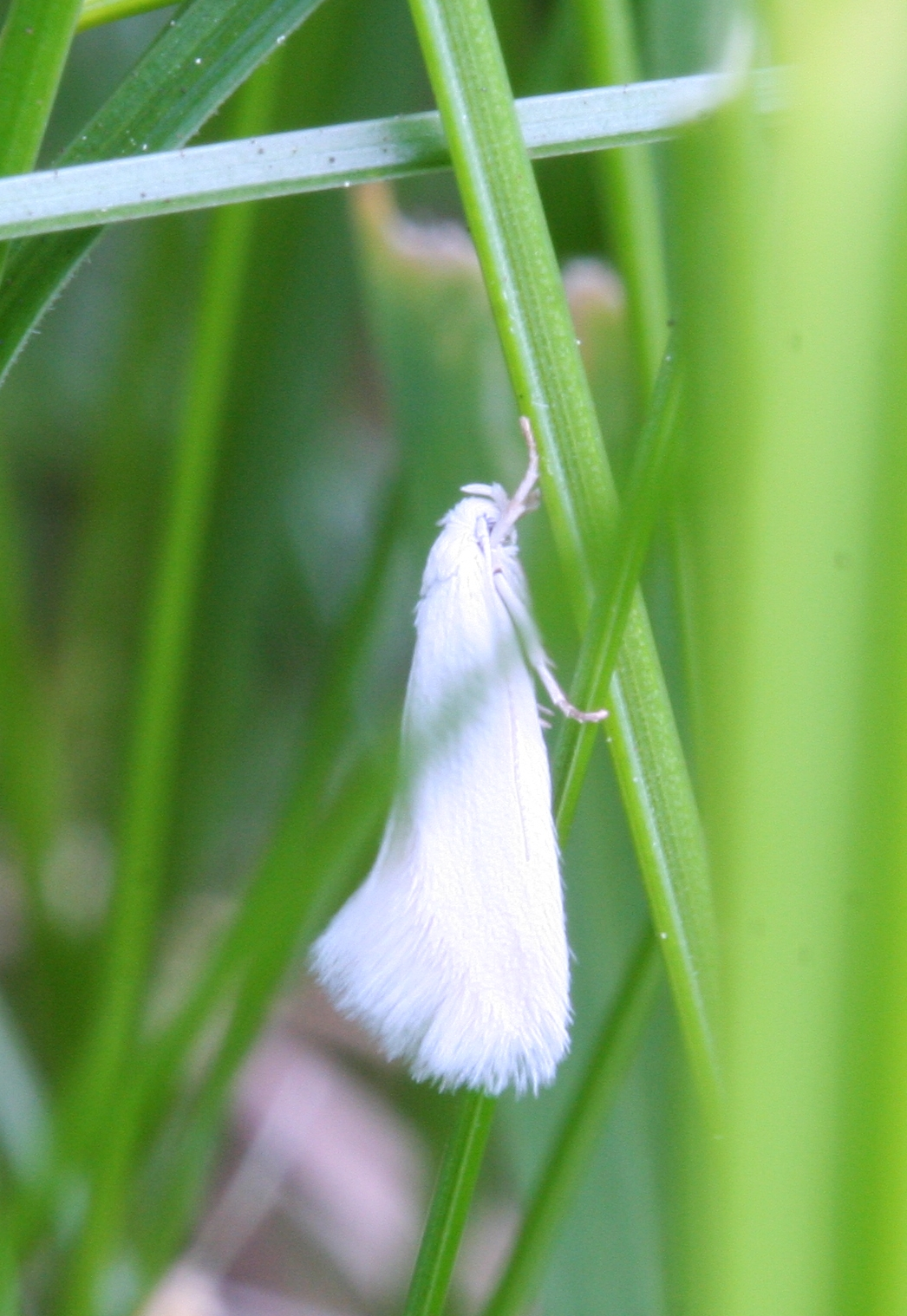
Elachista argentella imágója

A fűaknázó molyfélék (Elachistidae) a valódi lepkék (Glossata) alrendjébe tartozó Gelechioidea öregcsalád egyik, az egész Földön elterjedt családja. Magyarországon 62 fajuk él.
Kis molylepkék. Hernyóik egyszikű növényekben aknáznak és a szabadban bábozódnak.
Fő tápnövényeik a:
- perjefélék (Poaceae),
- sásfélék (Cyperaceae) és a
- szittyófélék (Juncaceae) családjának

képviselői. Az egész levelet kirágják belülről, ezért a fajok aknáik alapján nemigen különíthetők el (Mészáros, 2005).

## Rendszertani felosztásuk
Egyes rendszertanászok e család alcsaládjainak tekintik a következő taxonokat:
- laposmolyfélék (Depressariinae),
- feketemolyfélék (Ethmiidae)
- lándzsás tündérmolyfélék (Parametriotinae).

Ezek nálunk Depressariidae, Ethmiidae, illetve Agonoxenidae néven önálló családokként szerepelnek.
A családot mintegy hatvan nemre bontják:
- Annetennia (Traugott-Olsen, 1995) nem egyetlen fajjal
  - A. eremonoma;
- Araucarivora (Hodges, 1997) nem fajjal
  - A. gentilii;
- Aristoptila (Meyrick, 1932) nem egyetlen fajjal
  - A. smaragdophanes;
- Atachia (Wocke, 1876) nem:
  - A. bilbaensis,
  - A. pigerella;
- Atmozostis (Meyrick, 1932) nem egyetlen fajjal
  - A. hilda;
- Atrinia (Sinev, 1992) nem egyetlen fajjal
  - A. olgae;
- Austriana (Traugott-Olsen, 1995) nem egyetlen fajjal
  - A. abbreviatella;
- Biselachista (Traugott-Olsen & Nielsen, 1977) nem:
  - B. freyi,
  - B. kebneella;
- Bradleyana (Traugott-Olsen, 1995) nem egyetlen fajjal;
  - B. biloba;
- Calamograptis (Meyrick, 1937) nem fajjal;
  - C. argoceros;
- Canariana (Traugott-Olsen, 1995) nem egyetlen fajjal
  - C. cedronellae;;
- Cleroptila (Meyrick, 1914) nem egyetlen fajjal
  - C. chelonitis;
- Cosmiotes (Clemens, 1860) nem huszonegy fajjal
- Cryphioxena (Meyrick, 1921) nem egyetlen fajjal;
  - C. haplomorpha;
- Dibrachia (Sinev & Sruoga, 1992) nem egyetlen fajjal;
  - D. kalki;
- Dicasteris (Meyrick, 1906) nem egyetlen fajjal;
  - D. leucastra;
- Dicranoctetes (A.F. Braun, 1918) avagy Donacivola (Busck, 1933) nem három fajjal;
  - D. angularis,
  - D. brachyelytrifoliella,
  - D. saccharella;
- Elachista (Treitschke, 1833) nem  mintegy négyszáz fajjal. Egyéb nevei:
- Aphelosetia (Treitschke, 1833),
- Aphigalia (Bruand, 1851),
- Cycnodia (Herrich-Schäffer, 1853),
- Elaschista (Engel, 1907),
- Hecista (Wallengren, 1881),
- Neaera (V.T. Chambers, 1880),
- Phigalia (V.T. Chambers, 1875),
  - gyapjúsásmoly (Elachista albidella Nylander, 1848) – Magyarországon többfelé előfordul (Pastorális, 2011; Pastorális & Szeőke, 2011)
  - fehér fejű fűaknázó moly (Elachista albifrontella Hb., 1817) – Magyarországon szórványos (Pastorális, 2011)
  - havasi fűaknázó moly (Elachista alpinella, E. monticola Stainton, 1854) – Magyarországon szórványos (Pastorális, 2011)
  - sárgafoltos fűaknázó moly (Elachista anserinella Zeller, 1839) – Magyarországon sokfelé előfordul (Pastorális, 2011; Pastorális & Szeőke, 2011)
  - északi fűaknázó moly (Elachista apicipunctella Stainton, 1849) – Magyarországon szórványos (Pastorális, 2011)
  - ezüstfehér fűaknázó moly (Elachista argentella, E. cygnipennella Clerck, 1759) – Magyarországon közönséges (Fazekas, 2001; Buschmann, 2003; Pastorális, 2011; Pastorális & Szeőke, 2011)
  - ebírmoly (Elachista atricomella Stainton, 1849) – Magyarországon szórványos (Pastorális, 2011; Pastorális & Szeőke, 2011)
  - deressásmoly (Elachista biatomella Stainton, 1848) – Magyarországon szórványos (Pastorális, 2011; Pastorális & Szeőke, 2011)
  - csontszínű perjemoly (Elachista bedellella, E. nigrella J. Sircom, 1848) – Magyarországon közönséges (Fazekas, 2001; Pastorális, 2011; Pastorális & Szeőke, 2011)
  - szalagos fűaknázó moly (Elachista bisulcella, E. zonariella Duponchel, 1843) – Magyarországon sokfelé előfordul (Fazekas, 2001; Pastorális, 2011; Pastorális & Szeőke, 2011)
  - pázsitfűmoly (Elachista canapennella Hb., 1813) – Magyarországon szórványos (Pastorális, 2011; Pastorális & Szeőke, 2011)
  - sárgaöves fűaknázó moly (Elachista chrysodesmella Zeller, 1850) – Magyarországon többfelé előfordul (Fazekas, 2001; Pastorális, 2011)
  - fehérsávos fűaknázó moly (Elachista  cingillella Herrich-Schäffer, 1855) – Magyarországon sokfelé előfordul (Fazekas, 2001; Pastorális, 2011)
  - fényperjemoly (Elachista collitella Duponchel, 1843) – Magyarországon sokfelé előfordul (Pastorális, 2011; Pastorális & Szeőke, 2011)
  - szálkaperjemoly (Elachista contaminatella (Zeller, 1847) – Magyarországon szórványos (Pastorális, 2011)
  - kunsági fűaknázó moly (Elachista diederichsiella Hering, 1889) – Magyarországon szórványos (Pastorális, 2011)
  - kétpontú fűaknázó moly (Elachista disemiella Zeller, 1847) – Magyarországon szórványos (Pastorális, 2011)
  - csontfehér fűaknázó moly (Elachista dispilella Zeller, 1839) – Magyarországon szórványos (Fazekas, 2001; Pastorális, 2011)
  - juhcsenkeszmoly (Elachista dispunctella Duponchel, 1843) – Magyarországon sokfelé előfordul (Pastorális, 2011; Pastorális & Szeőke, 2011)
  - csinos fűaknázó moly (Elachista elegans Frey, 1859) – Magyarországon szórványos (Pastorális, 2011)
  - homokháti fűaknázó moly (Elachista fasciola Parenti, 1983) – Magyarországon szórványos (Pastorális, 2011; Pastorális & Szeőke, 2011)
  - sásfűaknázó moly (Elachista festucicolella Zeller, 1853) – Magyarországon szórványos (Pastorális, 2011)
  - kormos fűaknázó moly (Elachista freyerella Hb., 1825) – Magyarországon szórványos (Pastorális, 2011; Pastorális & Szeőke, 2011)
  - sárgasávos fűaknázó moly (Elachista gangabella, E. taeniatella Zeller, 1850) – Magyarországon többfelé előfordul (Fazekas, 2001; Pastorális, 2011)
  - perjeszittyómoly (Elachista gleichenella, E. magnificella Fabricius, 1781) – Magyarországon sokfelé előfordul (Fazekas, 2001; Pastorális, 2011; Pastorális & Szeőke, 2011)
  - skandináv fűaknázó moly (Elachista gormella Nielsen & Traugott-Olsen, 1987) – Magyarországon többfelé előfordul (Pastorális, 2011; Pastorális & Szeőke, 2011)
  - szürke fűaknázó moly (Elachista griseella Duponchel, 1843) – Magyarországon szórványos (Pastorális, 2011; Pastorális & Szeőke, 2011)
  - törpesásaknázó moly (Elachista hedemanni Rebel, 1901) – Magyarországon többfelé előfordul (Pastorális, 2011)
  - árvalányhajmoly (Elachista heringi Rebel, 1901) – Magyarországon sokfelé előfordul (Pastorális, 2011; Pastorális & Szeőke, 2011)
  - fényperjeaknázó moly (Elachista herrichii, E. reuttiana Frey, 1859) – Magyarországon szórványos (Pastorális, 2011; Pastorális & Szeőke, 2011)
  - sédbúzamoly (Elachista humilis, E. perplexella Zeller, 1850) – Magyarországon szórványos (Pastorális, 2011; Pastorális & Szeőke, 2011)
  - szőrössásmoly (Elachista juliensis Frey, 1870) – Magyarországon szórványos (Pastorális, 2011)
  - fényes fűaknázó moly (Elachista kalki Parenti, 1978) – Magyarországon szórványos (Pastorális, 2011; Pastorális & Szeőke, 2011)
  - bugaci fűaknázó moly (Elachista kilmunella, E. stagnalis Stainton, 1849) – Magyarországon szórványos (Pastorális, 2011)
  - dunántúli fűaknázó moly (Elachista klimeschiella, E. klimeschi Parenti, 2002) – Magyarországon többfelé előfordul (Pastorális, 2011; Pastorális & Szeőke, 2011)
  - sárga fejű fűaknázó moly (Elachista luticomella Zeller, 1839) – Magyarországon többfelé előfordul (Fazekas, 2001; Pastorális, 2011)
  - lápi fűaknázó moly (Elachista maculicerusella, E. cerusella. E. monosemiella Bruand, 1859) – Magyarországon közönséges (Fazekas, 2001; Mészáros, 2005; Pastorális, 2011; Pastorális & Szeőke, 2011)
  - hortobágyi fűaknázó moly (Elachista manni Traugott-Olsen, 1990) – Magyarországon szórványos (Pastorális, 2011; Pastorális & Szeőke, 2011)
  - törpesásaknázó moly (Elachista martinii Hofmann, 1898) – Magyarországon sokfelé előfordul (Pastorális, 2011; Pastorális & Szeőke, 2011)
  - fehérsávú fűaknázó moly (Elachista metella Kaila, 2002) – Magyarországon többfelé előfordul (Pastorális, 2011)

(Pastorális, 2011; Pastorális & Szeőke, 2011)
- - pilisi fűaknázó moly (Elachista morandinii Huemer & Kaila, 2002) – Magyarországon szórványos (Pastorális, 2011)
  - alföldi fűaknázó moly (Elachista nitidulella Herrich-Schäffer, 1855) – Magyarországon szórványos (Pastorális, 2011; Pastorális & Szeőke, 2011)
  - ezüstsávos fűaknázó moly (Elachista nobilella Zeller, 1839) – Magyarországon szórványos (Pastorális, 2011; Pastorális & Szeőke, 2011)
  - Megerle fűaknázó molya (Elachista obliquella, E. megerlella Stainton, 1854) – Magyarországon sokfelé előfordul (Pastorális, 2011)
  - nyugati fűaknázó moly (Elachista occidentalis Frey, 1882) – Magyarországon szórványos (Pastorális, 2011)
  - harmatkásamoly (Elachista poae Stainton, 1855) – Magyarországon többfelé előfordul (Pastorális, 2011; Pastorális & Szeőke, 2011)
  - aranyzabmoly (Elachista pollinariella Zeller, 1839) – Magyarországon sokfelé előfordul (Fazekas, 2001; Pastorális, 2011)
  - balkáni fűaknázó moly (Elachista pollutella Duponchel, 1843) – Magyarországon szórványos (Buschmann, 2003; Mészáros, 2005; Pastorális, 2011; Pastorális & Szeőke, 2011)
  - kerti fűaknázómoly (Elachista pomerana Frey, 1870) – Magyarországon szórványos (Pastorális, 2011)
  - zabfűmoly (Elachista pullicomella Zeller, 1839) – Magyarországon sokfelé előfordul (Fazekas, 2001; Pastorális, 2011; Pastorális & Szeőke, 2011)
  - négyfoltos fűaknázó moly (Elachista quadripunctella (Hb., 1825) – Magyarországon szórványos (Pastorális, 2011);
  - öves fűaknázó moly (Elachista revinctella Zeller, 1850) – Magyarországon szórványos (Pastorális, 2011);
  - komócsinmoly (Elachista rudectella Stainton, 1851) – Magyarországon többfelé előfordul (Pastorális, 2011; Pastorális & Szeőke, 2011);
  - selyemperjemoly (Elachista rufocinerea Haworth, 1828) – Magyarországon szórványos (Fazekas, 2001; Pastorális, 2011);
  - zsiókamoly (Elachista scirpi Stainton, 1887) – Magyarországon többfelé előfordul (Pastorális, 2011);
  - északi erdeisásmoly (Elachista serricornis Stainton, 1854) – Magyarországon szórványos (Fazekas, 2001; Pastorális, 2011);
  - homoki fűaknázómoly (Elachista spumella Caradja, 1920) – Magyarországon többfelé előfordul (Pastorális, 2011; Pastorális & Szeőke, 2011);
  - sárgásfehér fűaknázó moly (Elachista squamosella Duponchel, 1843) – Magyarországon többfelé előfordul (Pastorális, 2011; Pastorális & Szeőke, 2011);
  - zabmoly (Elachista stabilella Stainton, 1858) – Magyarországon többfelé előfordul (Pastorális, 2011);
  - kékperjemoly (Elachista subalbidella Schläger, 1847) – Magyarországon többfelé előfordul (Pastorális, 2011; Pastorális & Szeőke, 2011);
  - füstös fűaknázómoly (Elachista subnigrella Douglas, 1853) – Magyarországon többfelé előfordul (Fazekas, 2001; Pastorális, 2011)
  - szemes fűaknázó moly (Elachista subocellea, E. disertella Stephens, 1834) – Magyarországon közönséges (Pastorális, 2011; Pastorális & Szeőke, 2011)
  - mátrai fűaknázó moly (Elachista svenssoni Traugott-Olsen, 1988) – Magyarországon szórványos (Pastorális, 2011; Pastorális & Szeőke, 2011)
  - magyar fűaknázó moly (Elachista szocsi Parenti, 1978) – Magyarországon többfelé előfordul (Pastorális, 2011; Pastorális & Szeőke, 2011)
  - négypettyes fűaknázó moly (Elachista tetragonella Herrich-Schäffer, 1855) – Magyarországon szórványos (Pastorális, 2011)
  - csenkeszmoly (Elachista triatomea (Haworth, 1828) – Magyarországon szórványos (Fazekas, 2001; Pastorális, 2011)
  - háromsávos fűaknázó moly (Elachista triseriatella Stainton, 1854) – Magyarországon szórványos (Pastorális, 2011)
  - egysávos fűaknázó moly (Elachista unifasciella (Haworth, 1828) – Magyarországon szórványos (Pastorális, 2011; Pastorális & Szeőke, 2011)
  - rétisásaknázó moly (Elachista utonella, E. paludum Frey, 1856) – Magyarországon közönséges (Fazekas, 2001; Pastorális, 2011)
- †Elachistites (Kozlov, 1987) nem két, kihalt fajjal;
  - †E. inelusus,
  - †E. sukatshevae;
- Elachistoides (Sruoga, 1992) nem egyetlen fajjal;
  - E. sinevi;
- Eretmograptis (Meyrick, 1938) nem egyetlen fajjal;
  - E. coniodoxa;
- Eupneusta (Bradley, 1974) nem egyetlen fajjal;
  - E. solena;
- Gibraltarensis (Traugott-Olsen, 1996) nem egyetlen fajjal;
  - G. calpella;
- Habeleria (Traugott-Olsen, 1995) nem egyetlen fajjal;
  - H. huemeri;
- Hemiprosopa (A.F. Braun, 1948) nem egyetlen fajjal;
  - H. albella;
- Holstia (Traugott-Olsen, 1995) nem egyetlen fajjal;
  - H. unipunctella;
- Illantis (Meyrick, 1921) nem egyetlen fajjal;
  - I. picroleuca;
- Irenicodes (Meyrick, 1919) avagy Euproteodes (Viette, 1954) nem:
  - I. antipodensis () nem egyetlen fajjal;
  - I. eurychora () nem egyetlen fajjal;
  - I. galatheae,
  - I. holdgatei,
  - I. hookeri,
  - I. pumila;
- Kumia (Falkovich, 1986) nem:
  - K. integra,
- Kuznetzoviana (Traugott-Olsen, 1996) nem fajjal;
  - K. unifasciella,
- Mendesia (Joannis, 1902) avagy Mendesina (Amsel, 1935) avagy Triboloneura (Walsingham, 1908) nem:
  - M. constantinella,
  - M. cygnella,
  - M. echiella,
  - M. farinella,
  - M. joannisiella,
  - M. podonosmella,
  - M. secutrix,
  - M. sepulchrella,
  - M. subargentella,
  - M. symphytella,
- †Microperittia (Kozlov, 1987) nem egyetlen, kihalt fajjal;
  - †M. probosciphera,
- Microplitica (Meyrick, 1935) nem egyetlen fajjal;
  - M. desmophanes,
- Microplitis (Meyrick, 1935) nem egyetlen fajjal;
  - M. desmophanes,
- Mylocrita (Meyrick, 1922) nem egyetlen fajjal;
  - M. acratopis,
- Myrrhinitis (Meyrick, 1913) nem egyetlen fajjal;
  - M. sporeuta,
- Ogmograptis (Meyrick, 1935) nem:
  - O. notosema,
  - O. scribula,
- Onceroptila (A.F. Braun, 1948) nem egyetlen fajjal;
  - O. cygnodiella,
- †Palaeoelachista (Kozlov, 1987) nem egyetlen, kihalt fajjal;
  - †P. traugottolseni,
- Paraperittia (Rebel, 1901, 1916) nem egyetlen fajjal;
  - P. uniformella,
- Perittia (Stainton, 1854) avagy Scirtopoda (Wocke, 1876) nem:
  - Perittia andoi,
  - Perittia bullatella,
  - Perittia bystropogonis,
  - Perittia cinereipunctella,
  - fehér fűaknázó moly (Perittia farinella Thunberg, 1794) – Magyarországon szórványos (Pastorális, 2011)
  - fagyalaknázó moly (Perittia herrichiella Herrich-Schäffer, 1855) – Magyarországon többfelé előfordul (Pastorális, 2011)
  - ritka fűaknázómoly (Perittia huemeri Traugott-Olsen, 1990) – Magyarországon szórványos (Pastorális, 2011)
  - Perittia lavandulae,
  - Perittia obscurepunctella,
  - Perittia olelella,
- Perittoides (Sinev, 1992) nem egyetlen fajjal;
  - P. ochrella,
- Petrochroa (Busck, 1914) nem hét fajjal;
  - P. communis,
  - P. dimorpha,
  - P. elegantula,
  - P. neckerensis,
  - P. nigrella,
  - P. swezeyi,
  - P. trifasciata,
- Phaneroctena (A.J. Turner, 1923) nem három fajjal;
  - P. homopsara,
  - P. pentasticta,
  - P. spodopasta,
- Phthinostoma (Meyrick, 1914) nem öt fajjal;
  - P. apathetica,
  - P. crococrossa,
  - P. inamoena,
  - P. infumata,
  - P. pachyzona,
- Platyphyllis (Meyrick, 1932) nem egyetlen fajjal;
  - P. leucosyrma,
- Polymetis (Walsingham, 1908) nem egyetlen fajjal;
  - P. carlinella,
- †Praemendesia (Kozlov, 1987) nem egyetlen, kihalt fajjal;
  - †P. minima,
- Pretoriana (Traugott-Olsen, 1995) nem egyetlen fajjal;
  - P. aganopa,
- Proterochyta (Meyrick, 1918) nem egyetlen fajjal;
  - P. epicoena,
- Ptilodoxa (Meyrick, 1921) nem egyetlen fajjal;
  - P. lorigera,
- Sineviana (Traugott-Olsen, 1995) nem egyetlen fajjal;
  - S. karadaghella,
- Sruogania (Traugott-Olsen, 1995) nem egyetlen fajjal;
  - S. petrosa,
- Stephensia (Stainton, 1858) nem:
  - pereszlénymoly (Stephensia brunnichella L., 1767) – Magyarországon szórványos (Fazekas, 2001; Pastorális, 2011)
  - Stephensia cunilea,
  - Stephensia staudingeri,
  - Stephensia stephensella,
- Swezeyula (Zimmerman & Bradley, 1950) nem egyetlen fajjal;
  - S. lonicerae,
- Symphoristis (Meyrick, 1918) nem:
  - S. nimbifera,
  - S. ptychospila,
- Whitebreadia (Traugott-Olsen, 1995) nem egyetlen fajjal;
  - W. weberella,